# Littérature colombienne
 (avril 2015).
Si vous disposez d'ouvrages ou d'articles de référence ou si vous connaissez des sites web de qualité traitant du thème abordé ici, merci de compléter l'article en donnant les références utiles à sa vérifiabilité et en les liant à la section « Notes et références ».

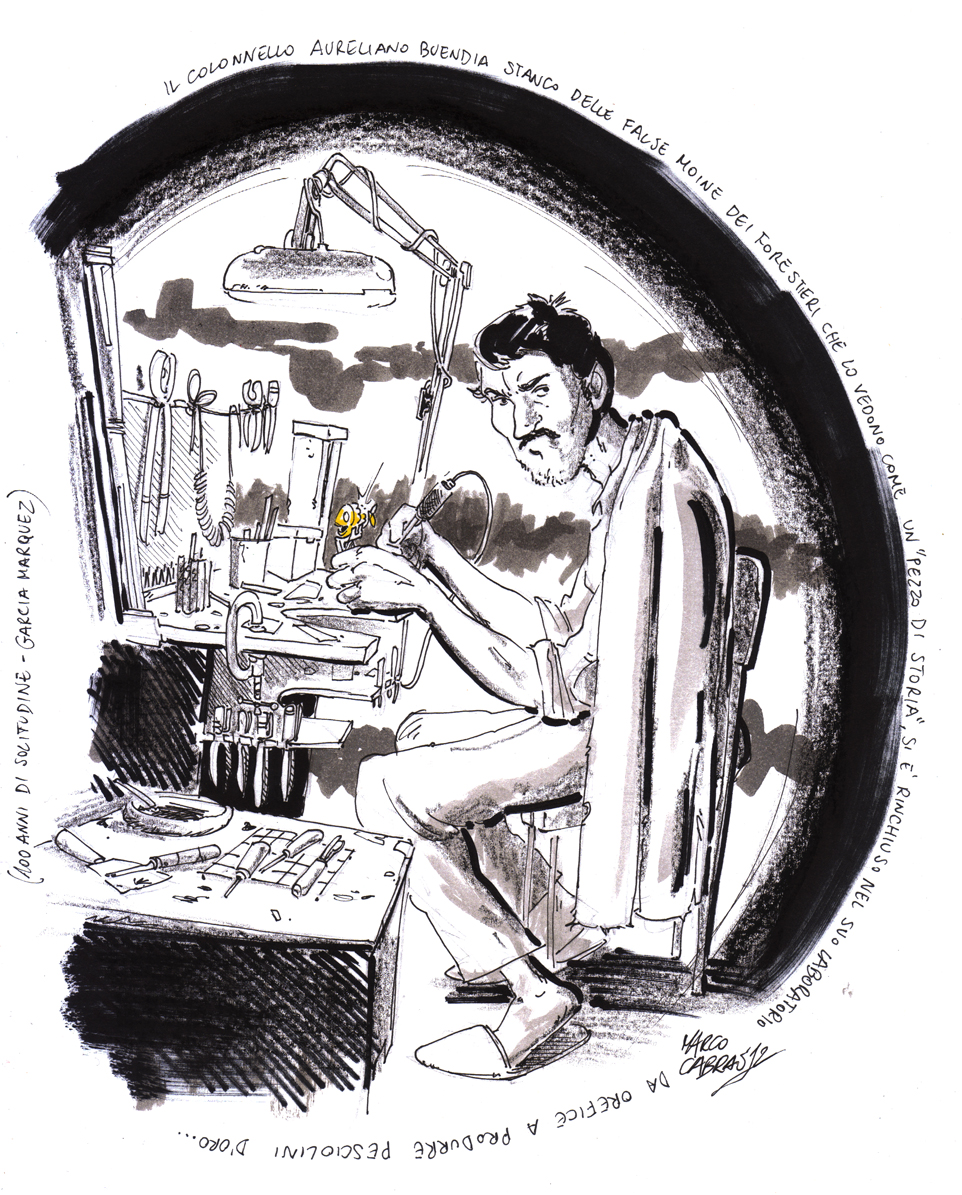
Le colonel Aureliano Buendía, personnage de Cent ans de solitude

L’histoire de la littérature colombienne, en tant qu’expression de la culture de la Colombie, est hétérogène en raison des héritages juxtaposés et entremêlés des origines locales et coloniales. La population, estimée à 1 million vers 1800, serait de 50 millions en 2024.

## Littérature coloniale
Sous la domination espagnole, les sujets traités étaient principalement religieux. Quelques-uns des principaux auteurs colombiens de cette période :
- Juan de Castellanos (1522-1607), Elegías de varones ilustres de Indias, poème réputé le plus long de langue espagnole.
- Juan Rodríguez Freyle (en) (1566-1642), prêtre d’origine espagnole, auteur d’El Carnero (es) (1636-1638), chronique de la vie coloniale.
- Hernando Domínguez Camargo (es) (Bogotá, 1606 - Tunja, 1659), Jésuite et écrivain. Son œuvre est influencée par celle du poète espagnol Luis de Góngora. Ses œuvres les plus connues : « Poème épique à St Ignace de Loyola » et  « Bouquet de fleurs poétiques ».
- Francisco Álvarez de Velasco y Zorrilla (es) (Bogotá, 1647 - Madrid, 1708), dont les œuvres principales (Rhytmica Sacra, Moral y Laudatiria) témoignent de son admiration pour l’œuvre de Francisco de Quevedo y Villegas et de Sor Juana Inés de la Cruz.
- Francisca Josefa de la Concepción de Castillo (1671-1742), religieuse, auteure de textes mystiques, Afectos espirituales.

## Littérature de la période d’indépendance
Pendant le processus de reconquête de son indépendance, la littérature colombienne a été fortement influencée par les motivations politiques du moment et par le romantisme. Les textes politiques sont dominés par Simón Bolívar (1783-1830). Le gouvernement colombien fonde en 1871 la première Académie de la langue hispanique du continent américain.
Auteurs de cette période :
- Camilo Torres Tenorio (1766-1816)
- Francisco Antonio Zea (1766-1822)
- José Fernández Madrid (1789-1830)

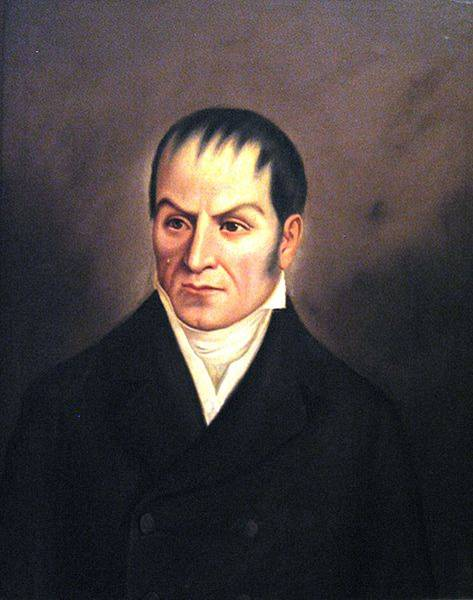
Camilo Torres Tenorio
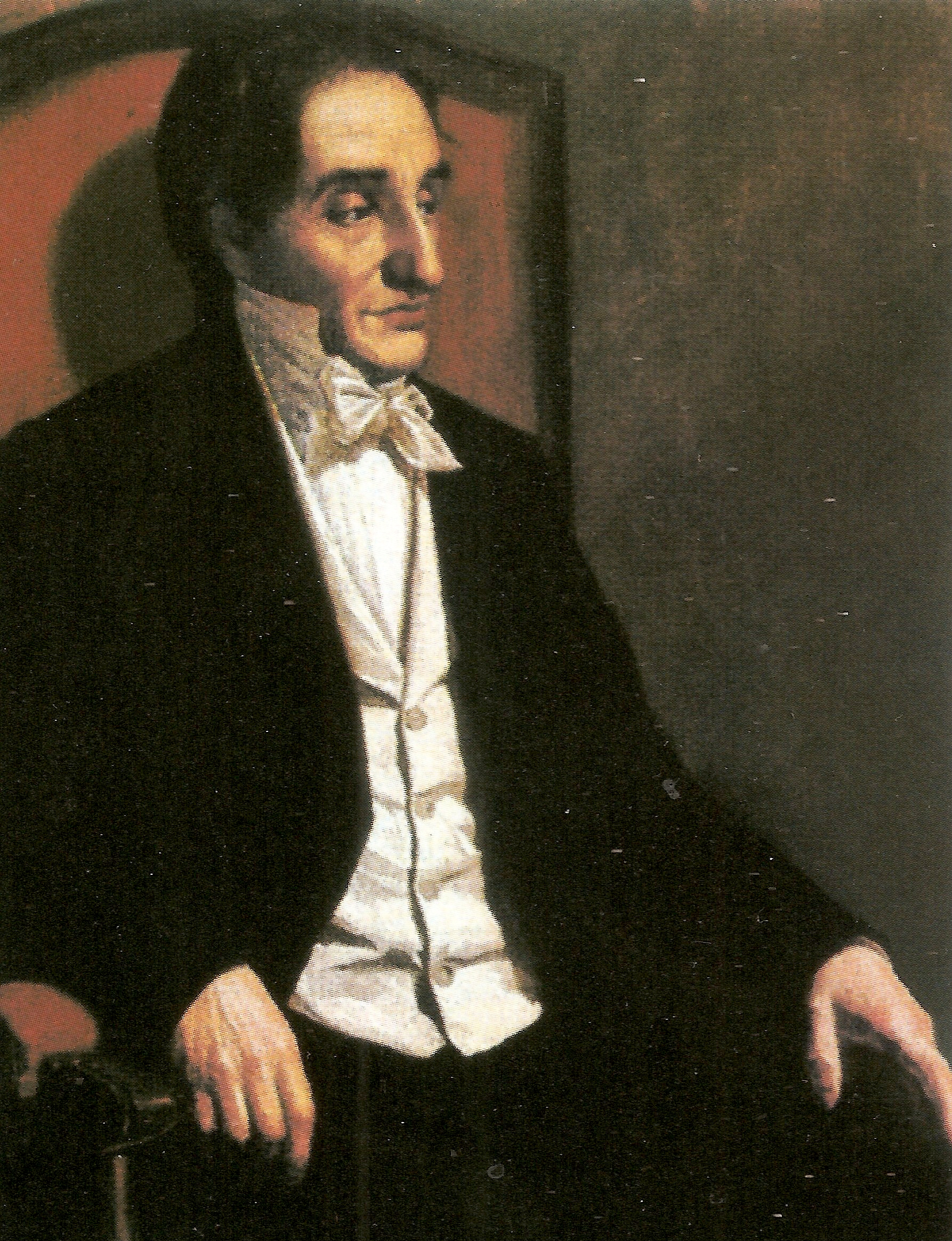
Francisco Antonio Zea
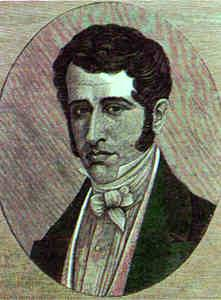
José Fernández Madrid
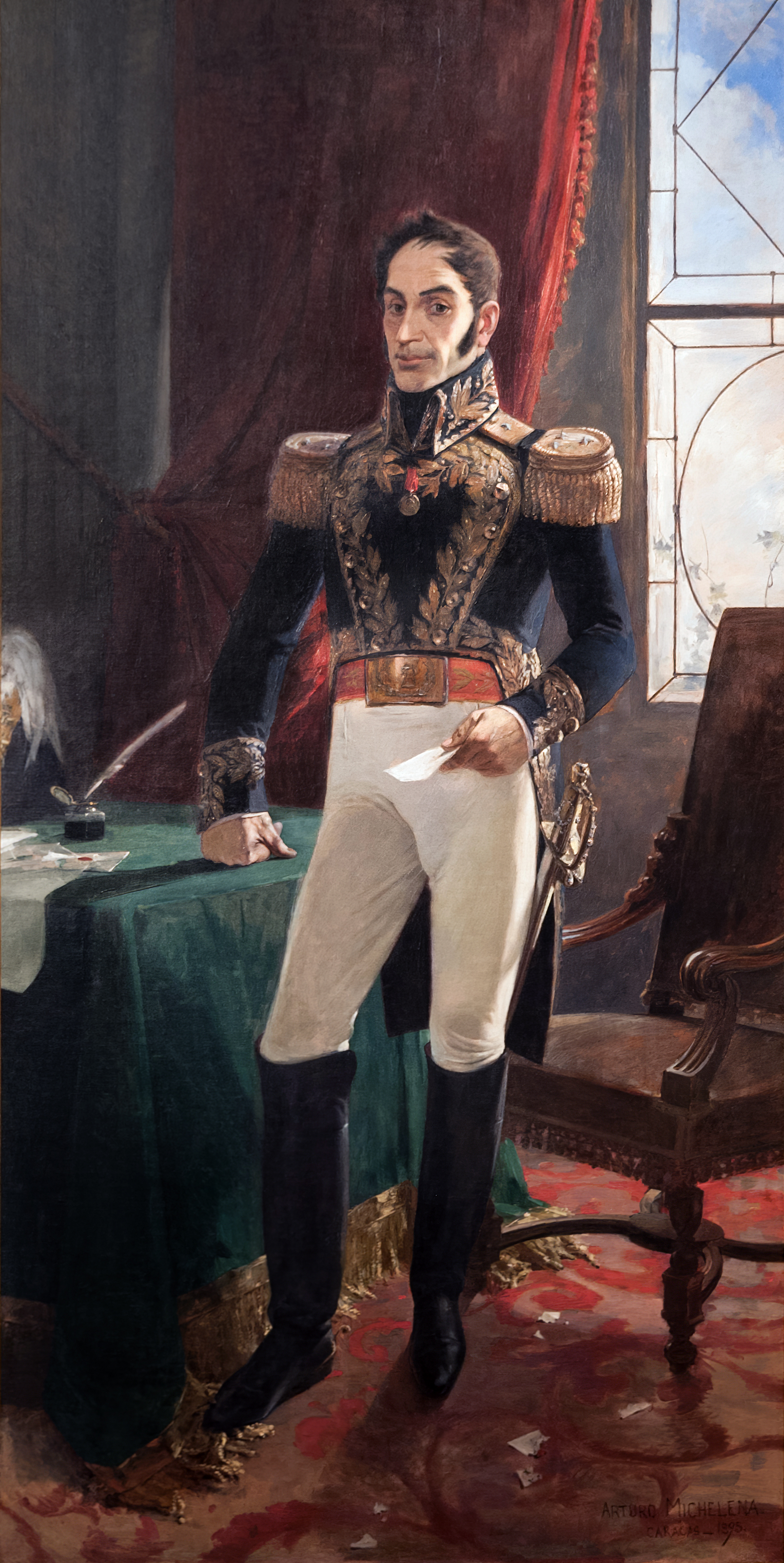
Simón Bolívar

## Costumbrisme

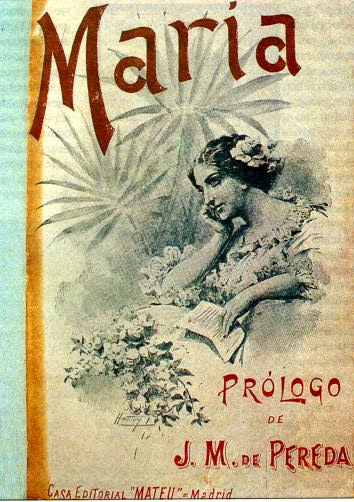
Couverture du roman María de Jorge Isaacs (1899)

Dans la littérature de langue espagnole, le costumbrisme (costumbrismo) désigne le choix de sujets portant sur la description des us et coutumes (costumbres) d'une région, d'un milieu, d'une société. Cette tendance reste forte en Colombie de la fin du XIXe siècle au début du XXe siècle.
Auteurs de cette période :
- María Josefa Acevedo de Gómez (1803-1861)
- Manuel Ancízar (es) (1812-1882)
- Julio Arboleda (1817-1862)
- Gregorio Gutiérrez González (1826-1872)
- Rafael Pombo (José Rafael de Pombo y Rebolledo) (1833-1912)
- Soledad Acosta (1833-1913)
- José María Cordovez Moure (es) (1835-1918)
- Jorge Isaacs (1837-1895)
- Candelario Obeso (es) (1849-1884)
- Adolfo León Gómez (es) (1857-1927)
- Tomás Carrasquilla Naranjo (1858-1940)

## Littérature moderne
Auteurs de cette période :

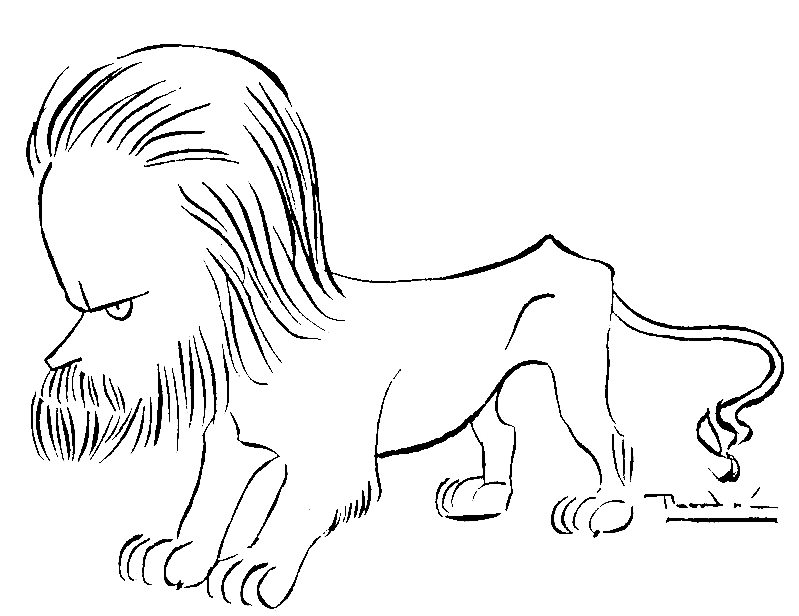
Caricature de León de Greiff par Ricardo Rendón

- José María Vargas Vila (1860-1933)
- Luis Carlos López (es) (1879-1950)
- Porfirio Barba-Jacob (1883-1942)
- José Eustasio Rivera (1888-1928)
- León de Greiff (1895-1976, Francisco de Asis León Bogislao de Greiff Häusler)
- Rafael Maya (es) (1897-1980)
- Germán Arciniegas (1900-1999)
- Luis Vidales (1904-1990)

## Années 1940-1950
Le processus d’industrialisation de l’Amérique latine au XXe siècle a engendré de nouvelles tendances littéraires, telles que le mouvement dénommé “Piedra y cielo” (1939) dont les principaux auteurs sont : 
- Arturo Camacho Ramírez (es) (1910-1982)
- Jorge Rojas (1911-1995)
- Eduardo Carranza (1913-1985)
- Jorge Gaitán Durán (1924-1962)

Les années 1940 et 1950 sont également marquées par le mouvement nihiliste, le nadaïsme (en espagnol : nadaísmo), dont les principaux auteurs sont : 
- Gonzalo Arango Arias (1931-1976)
- Amílcar Osorio (es) (1940-1985)
- Jotamario Arbeláez (es) (1940-)
- Eduardo Escobar (?)
- Fanny Buitrago (es) (1943-)
- Humberto Navarro (es) (1943-)

## Années 1960-1970

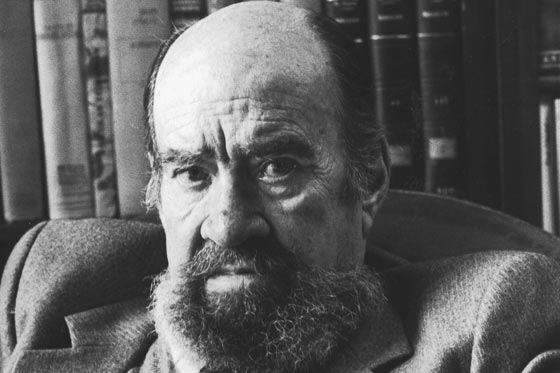
Eduardo Caballero Calderón
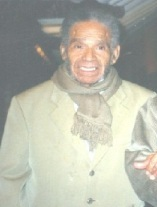
Manuel Zapata Olivella
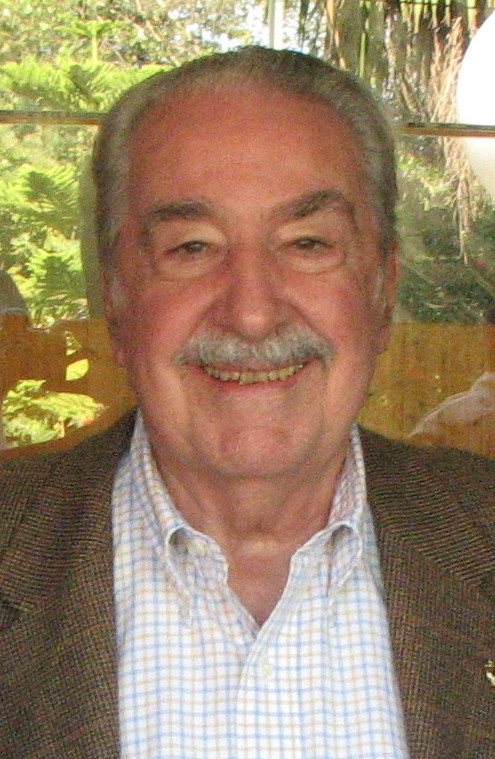
Álvaro Mutis
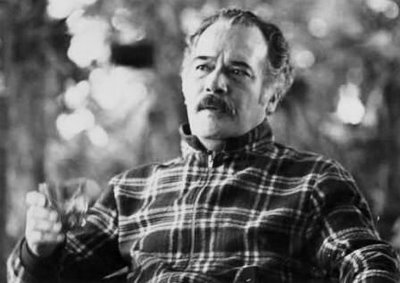
Manuel Mejía Vallejo
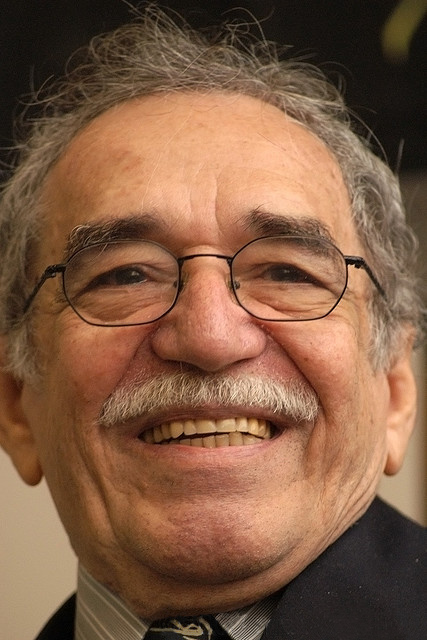
Gabriel García Márquez

Cette période d’expansion de la littérature latino-américaine a été particulièrement prolifique en Colombie :
- Germán Arciniegas (1900-1999)
- Eduardo Caballero Calderón (1910-1993)
- Matilde Espinosa (es) (1910-2008)
- Elisa Mújica (1918-2003)
- Manuel Zapata Olivella (1920-2004)
- Manuel Mejía Vallejo (1923-1998)
- Álvaro Mutis (1923-2013)
- Álvaro Cepeda Samudio (1926-1972)
- Gabriel García Márquez (1927-2014)
- Alfredo Iriarte (1932-2002)
- Andres Caicedo (1951-1977)

## Auteurs contemporains

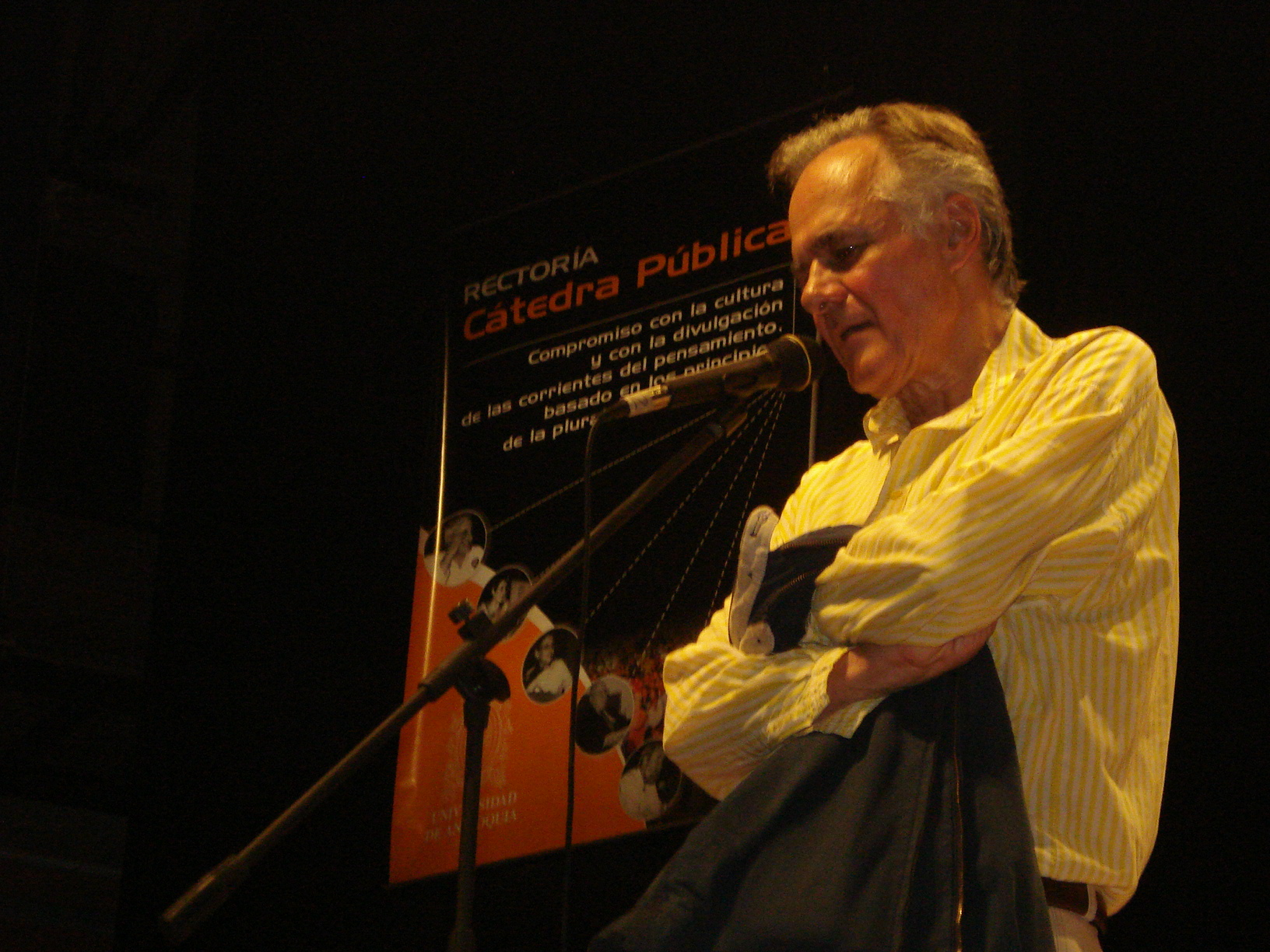
Fernando Vallejo
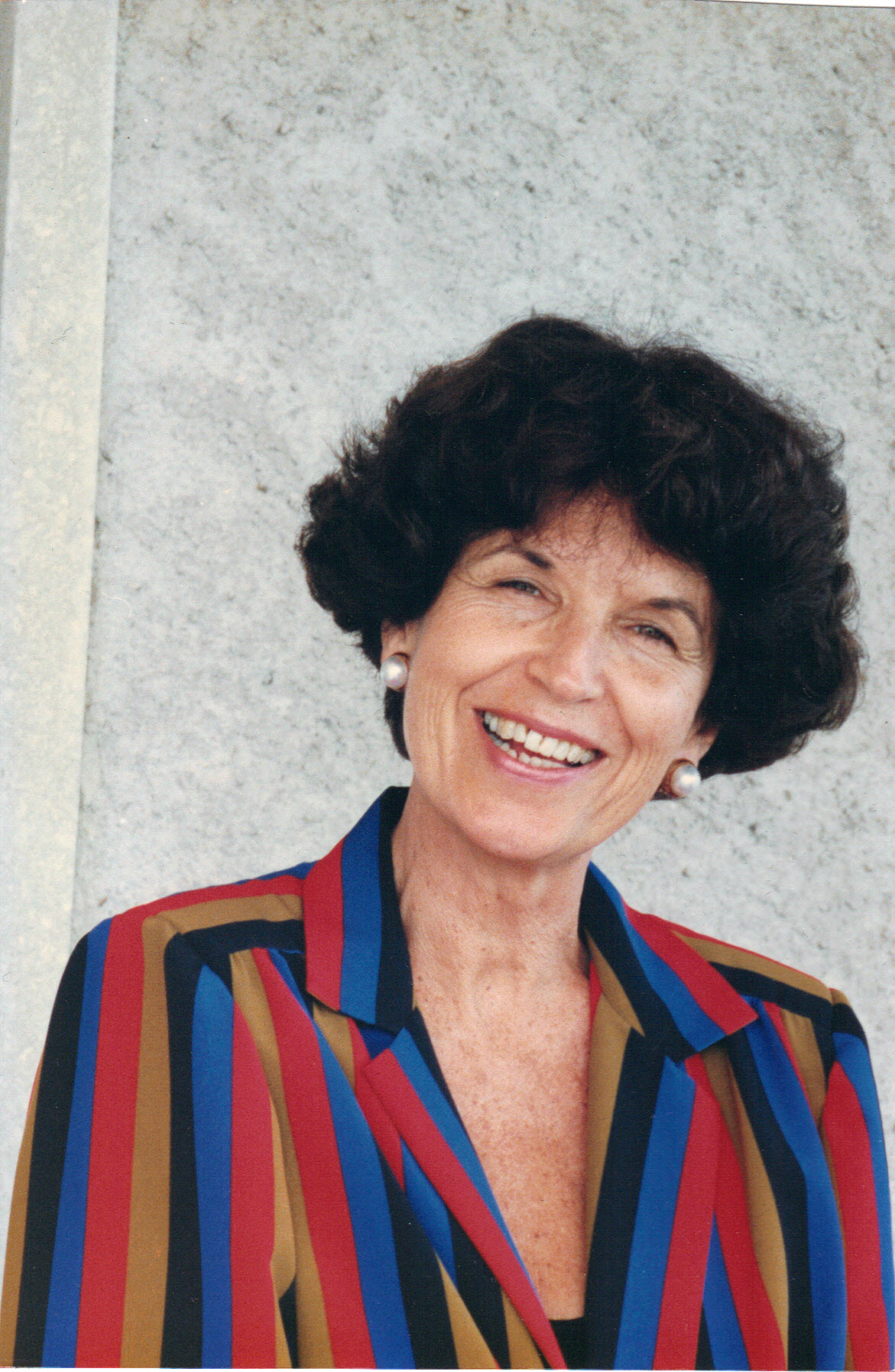
Helena Araújo
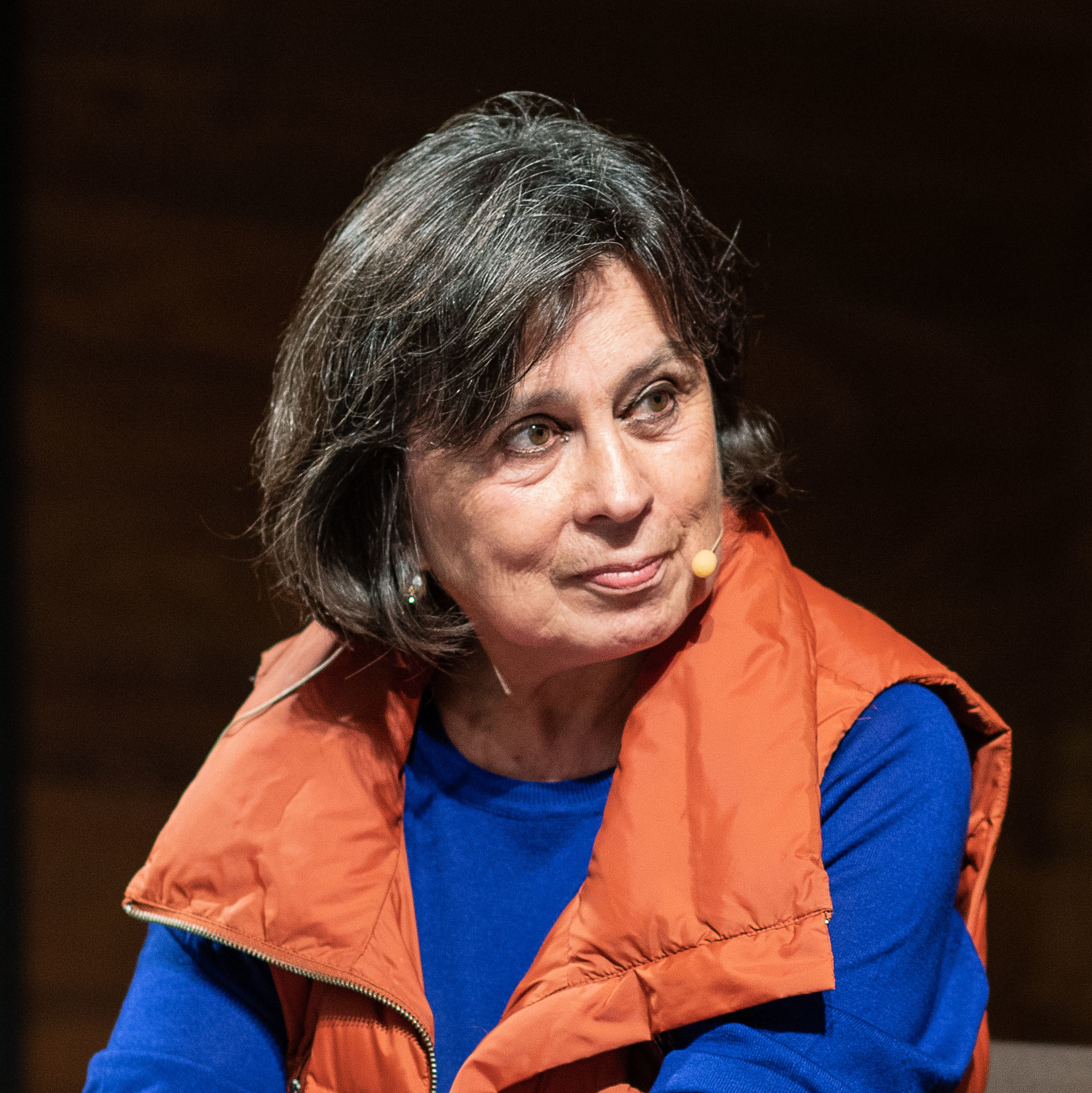
Laura Restrepo
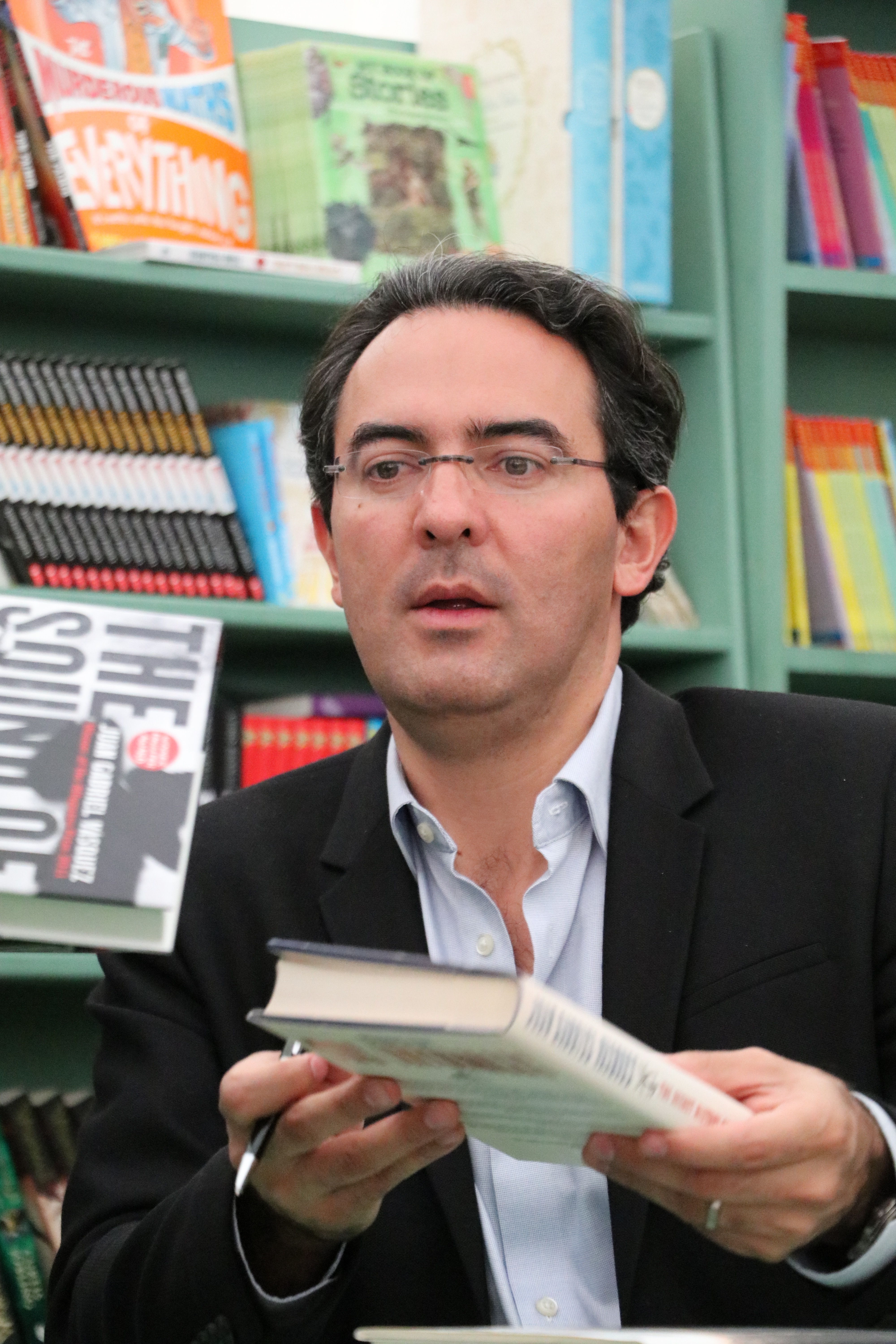
Juan Gabriel Vásquez

- Juan Gustavo Cobo Borda (?)
- Estela Durán(1912-)
- Germán Bula (?)
- Mauricio Becerra (?)
- Álvaro Salom Becerra (es) (1922-1987)
- Margarita Posada Jaramillo[1]
- Jorge Aristizábal (?)
- Jaime Jaramillo Escobar (es) (1932-)
- Helena Araújo (1934-2015)
- José Manuel Arango (1937-2002)
- Germán Espinosa (1938-2007)
- Giovanni Quessep (es) (1939-)
- Germán Castro Caycedo (1940-)
- Fernando Vallejo (1942-)
- Elkin Restrepo (es) (1942-)
- María Mercedes Carranza (1945-2003)
- Rafael Humberto Moreno-Durán (es) (1945-2005)
- Raúl Gómez Jattin (1945-2007)
- David Sánchez Juliao (1945-2011)
- Harold Alvarado Tenorio (1945-)[2]
- Daniel Samper Pizano (1945-)
- Anibal Tobón (1947-2016)
- Darío_Jaramillo (es) (1947-)
- Juan Gustavo Cobo (es) (1948-)
- Marco Tulio Aguilera Garramuño (en) (1949-)
- Jaime Manrique (es) (1949-)
- Laura Restrepo (1950-)
- Tomás González (écrivain) (es) (1950-)
- Jorge Eliécer Pardo (es) (1950-)
- Santiago Mutis (es) (1951-)
- Rómulo Bustos (es) (1954-)
- William Ospina (1954-)
- Víctor Gaviria (1955-)
- Orietta Lozano (1956-)
- Héctor Abad Faciolince (1958-)
- Úrsula Mena Lozano (es) (1959-)
- Jorge García Usta (es) (1960-)
- Pedro Badran Padauí (1960-)
- Elvira Alejandra Quintero (es) (1960-)
- Carlos Patiño Millán (es) (1961-)
- Clara Mercedes Arango (es) (1961-)
- Juan Carlos Vergara (es) (1961-)
- Jorge Cadavid (es) (1962-)
- Jorge Franco Ramos (1962-)
- Nelson Romero Guzmán (es) (1962-)
- Gabriel Arturo Castro (es) (1962-)
- Rafael Chaparro Madiedo (es) (1963-1995)
- Gonzalo Márquez Cristo (es) (1963-2016)
- Ramón Cote (es) (1963-)
- Mario Mendoza (1964-)
- John Fitzgerald Torres (es) (1964-)
- Santiago Gamboa (1965-)
- Guillermo Reyes Gonzalez (es) (1965-)
- Alejandro Gaviria (1966-)
- Efraim Medina Reyes (1967-)
- Jesús Abad Colorado (es) (1967-)
- Juan Felipe Robledo (es) (1968-)
- Hollman Morris (es) (1969-)
- Hugo Jamioy Juagibioy (es) (1971-)
- Pilar Quintana (1972-), La Chienne (2018), Nos abîmes (2021)
- Carolina Sanín (es) (1973-)
- Juan Gabriel Vásquez (1973-)
- Juan B. Gutiérrez (en) (1973-)
- Hernando Urriago Benítez (es) (1974-)
- Juan Carlos Garay Acevedo (es) (1974-)
- Antonio Ungar (es) (1974-)
- Óscar Perdomo Gamboa (en) (1974-)
- Ricardo Silva Romero (es) (1975-)
- Lauren Mendinueta (es) (1977-)
- Felipe Restrepo Pombo (es) (1978-)
- Juan Fernando Hincapié (es) (1978-)
- Juan Esteban Constaín (es) (1979-)
- Margarita García Robayo (es) (1980-)
- Lucía Estrada (es) (1980-)
- Andrea Cote Botero (es) (1981-)
- Sergio Esteban Vélez (es) (1983-)
- Max Vergara Poeti (1983)
- Luis Carlos Barragán (es) (1988-)

- Pilar Quintana (1972-), La Perra (2017), Los abismos (2021, Prix Alfaguara du roman (es))
- Óscar Perdomo Gamboa (en) (1974-), Hacia la Auora (1988, Prix Jorge Isaacs)

## Auteurs
- Écrivains colombiens
- Écrivains colombiens par genre (es)
- List of Colombian writers (en)
- Literatura de Boyacá (es)
- Literatura huilense (es)
- Generación sin nombre (es)
- Nadaïsme
- Parmi les auteurs indigènes (principalement en langue quechua) connus : Fredy Chikangana (Wiñay Mallki)[3], Vito Apüshana[4], Hugo Jamioy Juagibioy (1971-).

## Œuvres
- Œuvres littéraires colombiennes
- El Mosaico, revue 1858-1872
- Revues littéraires colombiennes (es)
- Liste des œuvres littéraires de Gabriel García Márquez

## Institutions
- Bibliothèque nationale de Colombie (Bogota, 1777)
- Archives générales de la nation (Colombie)
- Biblioteca de Literatura Afrocolombiana (es)
- Premio Nacional de Literatura de Colombia (es)
- Festival de poésie de Bogota (es)
- PoeMaRío (es), festival de poésie en Caraïbe (à Barranquilla)
- Festival Internacional de Poesía de Cartagena de Indias (es) (1997)
- International Poetry Festival of Medellín (en) (1991)
- Casa de Poesía Silva (es) (1986)
- Littérature sur l'époque de violence en Colombie (es)

## Prix Nobel de littérature
- Gabriel García Márquez,  Colombie (1982)